# Шевченко Віталій Іванович
Віта́лій Іва́нович Шевче́нко (1 квітня 1939, Крижопіль Вінницької області) — український журналіст, публіцист, краєзнавець.

## Біографія
Закінчив історичний факультет Одеського університету. Від 1967 року працював у школах Одеської та Запорізької областей, в 1970—1972 та 1980—1993 роках — у Державному історико-культурному заповіднику на острові Хортиця, спочатку науковим, а потім старшим науковим співробітником. У 1994—1998 роках був завідувачем відділу інформації Запорізького міськвиконкому. Далі працював у науково-редакційному підрозділі з підготовки та випуску серії книг «Реабілітовані історією» на посаді наукового редактора.

## Твори
- Летним вечером в городе. — Москва, 1992.
- Под сенью музы терпеливой. — Днепропетровск, 1992.
- Борці за волю України. — Запоріжжя, 1993.
- Далекое мерцание огня. — Запорожье, 1995.
- Запорозька старовина: Збірник. — Запоріжжя, 1997.
- Их имена в полутьме серебристой. — Запорожье, 1997.
- На дорогах Галактики. — Запорожье, 1998.
- Корінь і крона. — Запоріжжя, 2000.
- Піти, щоб жити. — Запоріжжя, 2001.
- У нас усе о'кей! — Іллічівськ, 2002.
- По килиму трупів. — Запоріжжя, 2003.
- На краю життя. — Запоріжжя, 2004.